# Progressione del record mondiale dei 2000 metri piani femminili
La voce seguente illustra la progressione del record mondiale dei 2000 metri piani femminili di atletica leggera.
Il primo record mondiale femminile venne riconosciuto dalla federazione internazionale di atletica leggera nel 1984. Ad oggi, la World Athletics ha ratificato ufficialmente sei record mondiali di specialità.

## Progressione
| Tempo       | Atleta             | Nazione          | Luogo                   | Data              | Note |
| ----------- | ------------------ | ---------------- | ----------------------- | ----------------- | ---- |
| 5'28"72     | Tat'jana Kazankina | Unione Sovietica | Mosca, Unione Sovietica | 4 agosto 1984     |      |
| 5'28"69     | Maricica Puică     | Romania          | Londra, Regno Unito     | 11 luglio 1986    |      |
| 5'25"36     | Sonia O'Sullivan   | Irlanda          | Edimburgo, Regno Unito  | 8 luglio 1994     |      |
| 5'23"75 (i) | Genzebe Dibaba     | Etiopia          | Sabadell, Spagna        | 7 febbraio 2017   |      |
| 5'21"56     | Francine Niyonsaba | Burundi          | Zagabria, Croazia       | 14 settembre 2021 |      |
| 5'19"70     | Jessica Hull       | Australia        | Principato di Monaco    | 12 luglio 2024    |      |